# TYPO3
TYPO3 — система керування вмістом (англ. content management system / framework, CMS/CMF) з відкритим кодом і вільною ліцензією. Написана мовою програмування PHP, для зберігання даних використовує безкоштовні системи керування базами даних MySQL / MariaDB / Postgres / SQLite.

## Автор і ліцензія
Система керування вмістом TYPO3 створена Каспером Скоргьоєм, доступна для вільного використання за ліцензією GNU GPL.

### Англійською
- Офіціійний сайт розробника TYPO3  (англ.)
- ВіКі TYPO3  (англ.)

### Українською
- Офіційний сайт Української TYPO3 спільноти [Архівовано 17 грудня 2019 у Wayback Machine.]
- Форум спільноти розробників та користувачів TYPO3 CMS в Україні [Архівовано 17 грудня 2019 у Wayback Machine.]